# Taça de Portugal 1990-1991
La Taça de Portugal 1990-1991 è stata la 51ª edizione del torneo. Nell'incontro finale del 2 giugno 1991 si videro di fronte Porto e Beira-Mar, che pareggiarono 1-1 dopo i tempi regolamentari. Dai tempi supplementari ne uscì vincitore il Porto, che si aggiudicò la coppa nazionale per la settima volta nella sua storia.
La squadra campione in carica era l'Estrela Amadora, eliminata agli ottavi di finale dai futuri finalisti del Beira-Mar.

## Sedicesimi di finale
I turni furono giocati tra il 27 febbraio e il 13 marzo, mentre i replay furono giocati in un secondo momento.
| Locali            | Risultato   | Ospiti          |
| Académica         | 1 - 3       | Boavista        |
| Arsenal de Braga  | 2 - 1       | Mirandense      |
| Beira-Mar         | 1 - 0       | União Madeira   |
| Braga             | 2 - 1       | Lousada         |
| Estrela Amadora   | 2 - 2 4 - 3 | Gil Vicente     |
| Famalicão         | 3 - 0       | Arsenal Bessa   |
| Feirense          | 1 - 0       | Rio Ave         |
| Marítimo          | 3 - 2       | Trofense        |
| Ovarense          | 4 - 2       | Olhanense       |
| Portimonense      | 1 - 0       | Lusitano        |
| Sporting Lisbona  | 2 - 0       | Farense         |
| Tirsense          | 2 - 0       | Varzim          |
| Vila Real         | 0 - 1       | Porto           |
| Vitória Guimarães | 3 - 2       | Águeda          |
| Vizela            | 3 - 2       | Atlético CP     |
| Benfica           | 3 - 2       | Vitória Setúbal |

## Ottavi di finale
I turni sono stati giocati il 27 marzo, mentre i replay sono stati rinviati in un secondo momento.
| Locali    | Risultato   | Ospiti            |
| Beira-Mar | 1 - 0       | Estrela Amadora   |
| Benfica   | 1 - 0       | Marítimo          |
| Boavista  | 2 - 0       | Sporting Lisbona  |
| Braga     | 3 - 0       | Vizela            |
| Famalicão | 0 - 1       | Porto             |
| Ovarense  | 1 - 1 2 - 1 | Arsenal Bessa     |
| Tirsense  | 2 - 1       | Portimonense      |
| Feirense  | 1 - 0       | Vitória Guimarães |

## Quarti di finale
Tutti i turni si sono giocati il 17 aprile.
| Locali    | Risultato | Ospiti   |
| Beira-Mar | 3 - 0     | Ovarense |
| Boavista  | 1 - 0     | Braga    |
| Feirense  | 1 - 0     | Tirsense |
| Porto     | 2 - 1     | Benfica  |

## Semifinali
Le partite si sono giocate dal 1º al 9 maggio.
| Locali    | Risultato   | Ospiti   |
| Beira-Mar | 2 - 0       | Boavista |
| Feirense  | 1 - 1 0 - 2 | Porto    |

## Finale
| Arbitro: | Vitor Correia (Santarém) |

|                |           |                                           |
| Abdelghani 30’ | Marcatori | 5’ Domingos 96’ Kostadinov 100’ Magalhães |

| Beira-Mar | Porto |

### Formazioni
| Beira-Mar    |    |                  |  |      |
|              |    |                  |  |      |
| POR          | 1  | Hélder Catalão   |  |      |
| DIF          |    | João Redondo ()  |  |      |
| DIF          |    | António Oliveira |  |      |
| DIF          |    | Petar Petrov     |  |      |
| CEN          |    | China            |  |      |
| CEN          |    | Mito             |  | 77’  |
| CEN          |    | António Sousa    |  | 100’ |
| CEN          | 10 | Magdi Abdelghani |  |      |
| CEN          |    | José Ribeiro     |  |      |
| ATT          |    | Jorge Silvério   |  |      |
| ATT          | 11 | Dino Furacão     |  |      |
| Sostituiti:  |    |                  |  |      |
| ATT          |    | Manuel Penteado  |  | 100’ |
| ATT          |    | Jarbas Aguiar    |  | 77’  |
| Allenatore:  |    |                  |  |      |
| Vítor Urbano |    |                  |  |      |

| Porto       |    |                 |  |     |
|             |    |                 |  |     |
| POR         | 1  | Vítor Baía      |  |     |
| DIF         |    | Lubomír Vlk     |  | 90’ |
| DIF         | 5  | Fernando Couto  |  |     |
| DIF         | 4  | Paulo Pereira   |  |     |
| DIF         | 2  | João Pinto ()   |  |     |
| DIF         | 3  | Aloísio         |  |     |
| CEN         |    | José Semedo     |  |     |
| CEN         |    | António André   |  |     |
| CEN         |    | Jaime Magalhães |  |     |
| CEN         |    | Jorge Couto     |  | 73’ |
| ATT         | 9  | Domingos        |  |     |
| Sostituiti: |    |                 |  |     |
| CEN         |    | Abílio          |  | 90’ |
| ATT         | 16 | Emil Kostadinov |  | 73’ |
| Allenatore: |    |                 |  |     |
| Artur Jorge |    |                 |  |     |